# First Touch Games
First Touch Games Ltd es una compañía de juegos fundada en 2011 en Oxford, Inglaterra, la cual produce principalmente juegos móviles con temáticas de fútbol. Antes de fundar la compañía, First Touch Games estaba bajo el control de Exient Entertainment.
First Touch Games es especialmente conocido por sus juegos de fútbol como First Touch Soccer (FTS), Dream League Soccer y Score! World Goals con más de mil goles de fútbol reales para jugar. Uno de los primeros juegos de la compañía, First Touch Soccer también producido por X2 Games, fue el primer juego de fútbol para dispositivos iOS. Según la compañía, sus juegos son unos de los más populares en la App Store. El valor estimado de la empresa es de 28 millones de dólares.